# Кароліна Біліш
Кароліна Біліш (порт. Carolina Bilich, 10 липня 1995) — бразильська плавчиня.
Переможниця Південнамериканських ігор 2014 року.